# Consiglio nazionale della ricerca archeologica
Il Consiglio nazionale della ricerca archeologica (in francese Conseil national de la recherche archéologique, sigla CNRA) è un organo consultivo del Ministero della cultura e della comunicazione francese, competente per le questioni relative alle  ricerche archeologiche condotte sul territorio francese.
È regolato da un decreto del ministero del 2007
I suoi ruoli, le sue attribuzioni e il suo funzionamento sono definiti nell'ambito del Code du patrimoine il testo unico francese che raccoglie le disposizioni sul patrimonio. 
Esamina e propone al ministro della cultura le misure su patrimonio archeologico della Francia e riguardanti il suo studio scientifico  la sua inventariazione, la sua protezione, conservazione e valorizzazione e la pubblicazione e la diffusione dei risultati delle ricerche archeologiche. In particolare esamina le richieste di fondi ministeriali per operazioni di archeologia preventiva presentati dagli enti territoriali e dagli altri organismi di diritto pubblico o privato.
Comprende 31 membri: cinque rappresentanti dello Stato, dodici specialisti scelti in base alle loro competenze scientifiche in archeologia, quattordici rappresentanti eletti dalle Commissioni interregionali della ricerca archeologica (Commissions interrégionales de la recherche archéologique o CIRA).